# マリアンネ・バハマイヤー
マリアンネ・バハマイヤー（Marianne Bachmeier、1950年6月3日 - 1996年9月17日）は、1981年にリューベック地方裁判所にて、幼い娘アンナに対する強姦殺人犯を法廷で射殺した西ドイツの女性。このセンセーショナルな事件は、彼女の悲惨な生い立ちもあって社会に広く知られることとなった。当初は殺人罪で起訴されるも、その後、罪状は過失致死と銃器の不法所持に変更され、最終的に情状酌量で6年の刑を宣告された。3年の服役後に釈放され、その後、外国に移住するが、膵臓癌が判明すると故国ドイツに戻り、46歳で亡くなった。その亡骸はリューベックのブルグトール墓地に眠るアンナの隣に埋葬された。

## 前半生と家族
マリアンネは1950年6月3日に生まれた。西ドイツのニーダーザクセン州ヒルデスハイム近郊の小さな町ザルステットで育った。父は武装親衛隊（SS）の構成員であり、第二次世界大戦後に妻と東プロイセンから逃れてきた。両親は敬虔な教徒であり、保守的な家庭であった。父親はありふれた権威主義的（authoritative）な男であり、大酒飲みで、自宅近くの酒場に入り浸っていた。アルコールは父親をより攻撃的にし、家庭環境は悪かった。後に両親は離婚し、マリアンネは母に引き取られた。母の再婚相手は、マリアンネの表現では「独裁的な継父」であり、彼から思春期の問題児として見られたという。最終的にマリアンネは母によって家から追い出された。
1966年、16歳のときに最初の子どもを出産した。この子は乳児の段階で養子に出された。18歳の時、彼氏との間に2人目の子どもを身籠る。この子が生まれる直前に彼女はレイプされた。子どもは生まれたが、1人目と同様にこの子も乳児のうちに養子に出された。
1972年、マリアンネは、彼女が働いていたバー「ティパサ」のオーナーであるクリスチャン・ベルトルドと交際を始めた。22歳で3度目の妊娠をし、1972年11月14日に第3子アンナが誕生した。マリアンネは一人で娘を養育し、仕事場であるパブにも連れていった。このため、仕事が終わり次第、急いで家に帰るようなことはなかったという。1984年に製作された2本のドキュメンタリー映画（『Der Fall Bachmeier – Keine Zeit für Tränen』『Annas Mutter』、いずれもドイツ映画）では、マリアンネは夜遅くまで働いて、日中は寝ており、7歳の娘を放置するシングルマザーとして描かれている。彼女は自身の生活に問題があることは自覚しており、アンナを養子に出したいと考えていた。後に友人らが語ったところによれば、マリアンネはアンナを小さな大人のように扱い、幼い頃から自分のことは一人でできるように期待されていたという。母親が仲間内で酒を飲んでいる間、アンナはよくバーで寝ていた。マリアンネの友人は、アンナは元気な子だったが、楽しい家庭生活を送ったことはなかったと述べている。

## 娘を性犯罪者に殺害される
1980年5月5日、マリアンネは7歳になったアンナと口論になり、娘は学校を休んだ。その日、アンナは35歳の肉屋クラウス・グラボウスキーに誘拐された。アンナは以前、ネコと遊ぶために彼の家を訪れたことがあった。グラボウスキーは、彼女を拘束して数時間にわたって性的暴行を行い、最後に婚約者のタイツを使って絞殺した。検察によれば、その後、彼は縛った彼女を入れた箱を運河の岸に放置した。婚約者が警察に通報したことでグラボウスキーは逮捕された。
グラボウスキーは性犯罪の常習犯であり、過去に2人の少女への性的虐待で前科があった。彼は1976年に自ら科学的去勢手術を望んで減刑されたが、後にホルモン治療でこれを無効化していたことが明らかとなった。グラボウスキーは取り調べにおいて、暴行されたと言われたくなければ金を払えとアンナに脅迫されたとし、刑務所に戻ることを恐れて彼女を殺したと供述した。

## 法廷での報復
1981年3月6日午前10時頃。リューベック地方裁判所157号法廷にて開かれていた3回目の審理において、マリアンネは密かに持ち込んだベレッタ70を使って、グラボウスキーを背後から撃った。彼女は7発撃ち、そのうち6発がグラボウスキーに命中して、彼はほぼ即死だった。マリアンネはその場から動かず銃を下ろし、抵抗なくそのまま逮捕された。
マリアンネは動機について、彼が娘から脅迫を受けたために犯行に及んだと嘘をついたこと、放置すればさらに娘の名誉を汚す嘘をつき続けると確信し、その名誉を守るために殺したと答えた。

### 世間の反応
この事件は西ドイツにおける私的復讐の正当性を示す最も有名な事件と考えられる。マスメディアに大きく取り上げられ、世界中のテレビクルーが事件報道のためにリューベックを訪れた。マリアンネは、約10万ドイツマルク（日本円にして約845万円）で、時事誌『Stern』誌に自身の半生を記事として売り込み、その報酬で弁護士費用を賄った。
勾留中、多くの人々がマリアンネの行動を支持し、応援メッセージやプレゼント、花束などが贈られた。また2人の少女を性的暴行したグラボウスキーに、精力回復のためにホルモン剤使用を許した司法を批難する声も多かった。一方では「立憲主義国家として、自力救済（自警行為）は認められない」という意見も少なくなかった。
また、『Stern』誌に掲載された彼女の出自が世に知られると、特に父が武装親衛隊員であったことや、最初の2人の子どもの存在から世論が変化し、「無実の母」というイメージが崩れた。彼女がアンナを放置したことを批難し、彼女の悲しみを疑う者もいた。それでも多くの人々は、彼女の復讐に公然と同情を示した。

### 裁判と服役
1982年11月2日、検察はマリアンネを計画殺人で起訴した。この検察の判断は、法廷で無防備な状態にあった被害者を射殺したことを踏まえれば妥当なものであり、その罪状で有罪判決が下る可能性は十分にあった。しかし、彼女を擁護する世論に押された検察は、殺人罪による起訴を取り下げた。裁判が始まって4ヶ月後の1983年3月2日、リューベック地方裁判所の巡回法廷は、彼女を過失致死と銃器の不法所持で有罪判決を下した。これは計画性はなかったという被告弁護側の主張をほぼ受け入れたものであった。刑罰は懲役6年であったが、3年で釈放された。

## 後半生

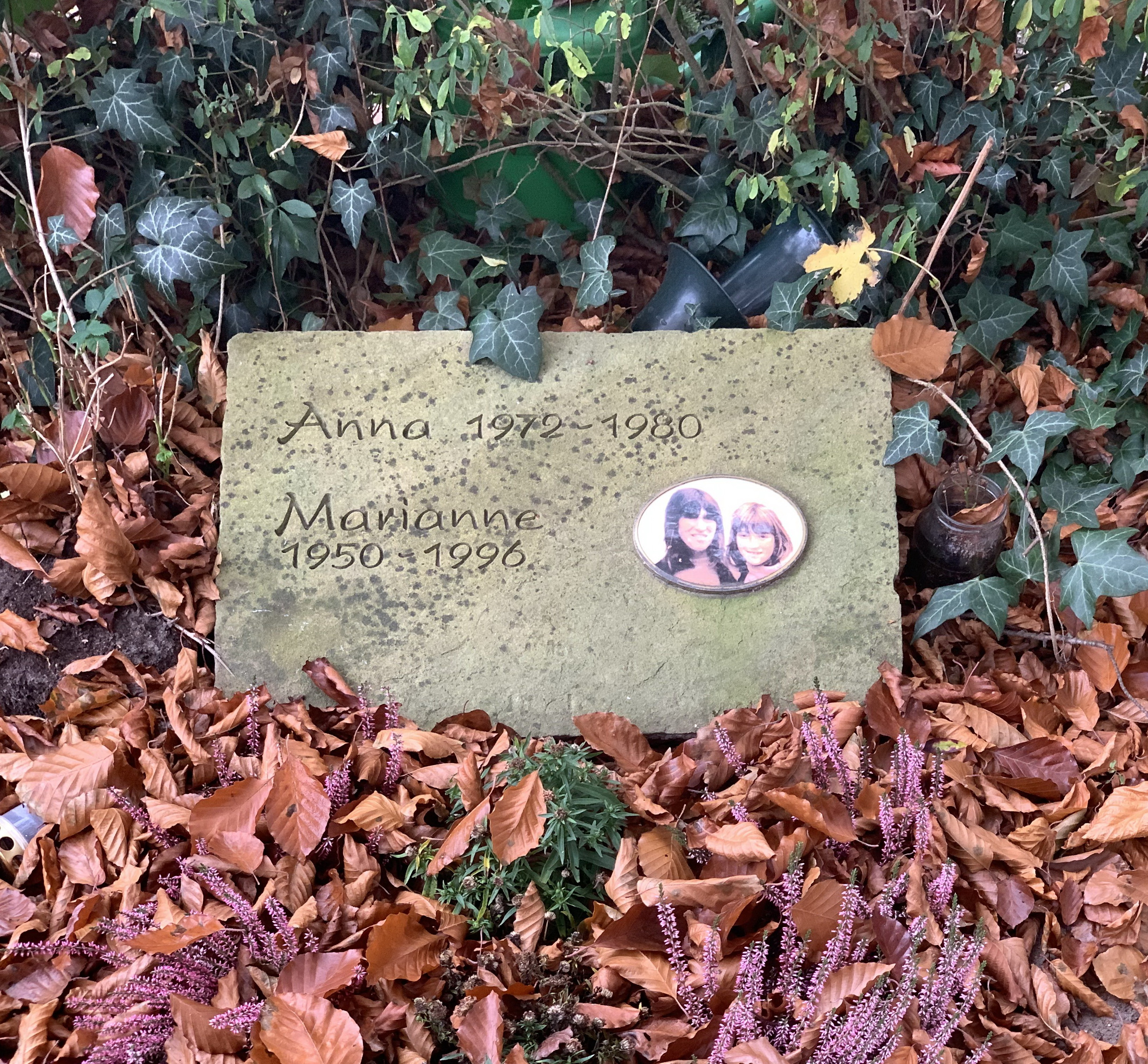
マリアンネと娘アンネの墓（2008年）

1985年、教師と結婚したマリアンネは、1988年に夫婦でガーナのアクラに移住した。夫は現地のドイツ人学校の教師を務めており、二人は学校のあるドイツ人集落で暮らしていた。1990年に離婚すると、彼女はイタリアのシチリアに移住し、パレルモのホスピスで安楽死のアシスタントとして働いた。その後、シチリアにて膵臓癌が見つかり、ドイツに帰国した。
亡くなる直前には北ドイツ放送 (NDR) のレポーター、ルーカス・マリア・ベーマーに、自分の人生の最後を扱ったテレビの密着取材を頼んだ。
1996年9月17日、マリアンネはリューベックの病院で膵臓癌により死去した。46歳没。その遺体はリューベックのブルグトール墓地にあった娘アンナの墓の隣へ埋葬された。